# PGC 51017

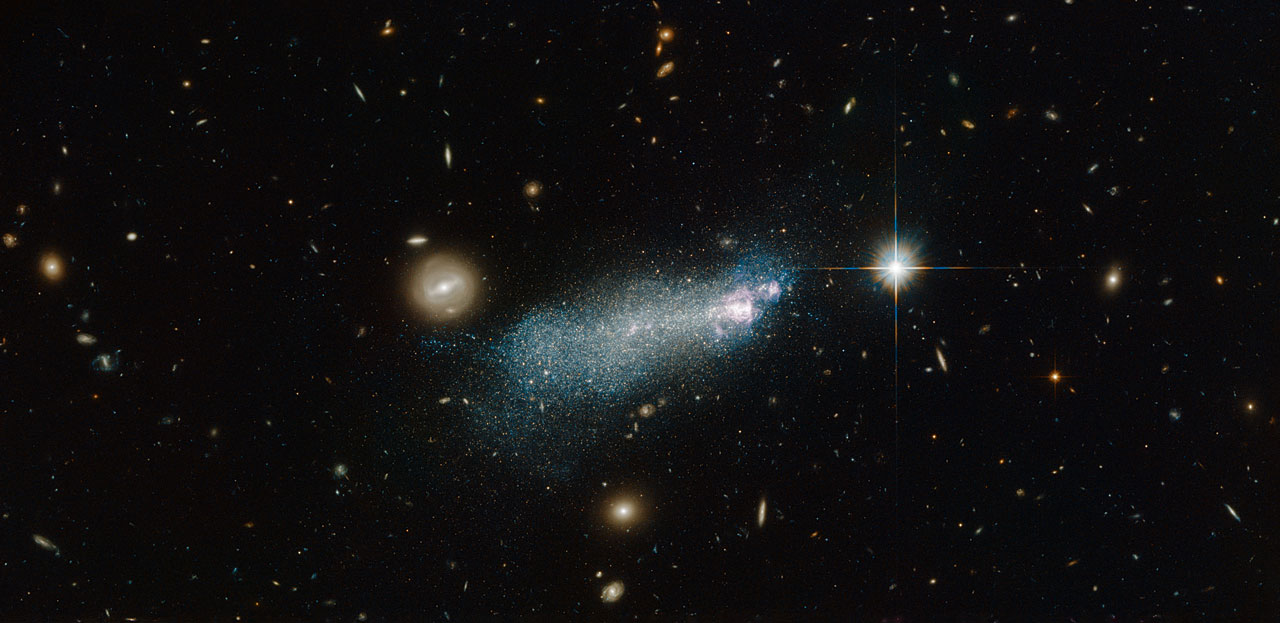
Снимок телескопа "Hubble"

PGC 51017 или же SBSG 1415+437- галактика открытая в 1995 году группой астрономов из США и Украины телескопом Hubble, PGC 51017 находится в созвездии Волопаса, дистанция до галактики примерно 45 миллионов световых лет. Тип галактики: синий компактный карлик. Галактика хорошо изучена. Изначально астрономы думали что PGC 51017 была очень молодой галактикой проживающей самый первый всплеск звездообразования, но последующие исследования показали, что галактика старше и содержит звезды возрастом 1,3 миллиарда лет. Эта галактика постоянно изучается, в целях исследования поведения карликовых галактик из-за того, что ближе карликовых галактик не найти. 